# Baixa do Escolar (Lajes das Flores)
A Baixa do Escolar (Lajes das Flores) é um afloramento rochoso marítimo localizado no oceano Atlântico junto à costa da ilha das Flores, no concelho das Lajes das Flores. Encontra-se nas coordenadas geográficas de Latitude 39º21.205'N (39.353ºN) e Longitude 31º15.409'W (31.257ºW) e a cinco milhas marítimas do Porto das Lajes das Flores.

## Descrição
Apresenta-se com uma formação geológica em que o fundo é dominantemente constituído por camadas lávicas com origem no cone vulcânico do Vulcão submarino do Pico do Espírito Santo. Trata-se de um aparelho vulcânico parcialmente desmantelado pelos processos erosivos da acção do mar que faz parte da Dorsal meso-atlântica.
As escoadas de lava que deram forma a esta estrutura vulcânica apresentam-se com uma morfologia muito irregular, surgindo profundas cavidades por entre e alguns planos de fractura que originam paredes basálticas verticais ou subverticais.
Nas zonas batimetria de maior profundidade e protegidas das correntes marítimas surgem depósitos arenosos.
Assim o fundo da Baixa do Escolar apresenta-se composto por grandes afloramentos de rochas basálticas,  clareiras de areia de média e pequena dimensão por entre altas paredes verticais. Surgem grutas geralmente pequenas resultantes da forma caótica da acumulação dos materiais vulcânicos. Surgem ainda planos de fundo negativo relativamente ao restante fundo do mar e grandes covas de gigante. A profundidade desta formação é extremamente variada, indo de uma profundidade mínima é de 19 metros e a uma profundidade máxima de 90 metros.
Esta formação geológica é utilizada para a realização de mergulho de escafandro predominantemente diurno embora este se apresente difícil pois apesar de não se tratar de uma baixa oceânica, esta zona encontra-se muito exposta a fortes correntes marítimas pelo que as precauções para mergulho em baixas de largo são aqui aplicáveis.
A cota máxima de profundidade aconselhada neste recife para o mergulho é da ordem dos 40 metros, encontrando-se a 25 metros de profundidade uma plataforma considerada ideal para a observação dos pelágicos.
O Acesso a esta formação é só possível por meio de embarcação.

## Faunaefloracaracterística
As espécies dominante desta formação geológica são a Aglophenia tubulifera, a Pomatomus saltator e a Coris julis, sendo no entanto possível observar-se uma grande variedade de fauna e flora marinha em que convivem mais de 87 espécies diferentes, sendo de 11.3 o Índice de Margalef.
A fauna aqui presente é variável ao longo do ano, sendo que no mês de Julho, é possível observar anchovas (Pomatomus saltator) a nadar em grandes cardumes e outros pelágicos de grandes dimensões.
Foi proposto nos trabalhos de Martins & Santos (1991) e Santos (1992), medidas de protecção da biodiversidade a este ilhéu.

## Faunaefloraobservável
- Arreião (Myliobatis aquila),
- Água-viva (Pelagia noctiluca),
- Alga vermelha (Asparagopsis armata),
- Anêmona-do-mar (Alicia mirabilis),
- Alface do mar (Ulva rígida)
- Ascídia-flor (Distaplia corolla),
- Aglophenia tubulifera,
- Barracuda (Sphyraena),
- Boga (Boops boops),
- Bodião (labrídeos),
- Caravela-portuguesa (Physalia physalis),
- Chicharro (Trachurus picturatus).
- Peixe-rei (Coris julis),
- Estrela-do-mar (Ophidiaster ophidianus),
- Lírio (Campogramma glaycos),
- Mero (Epinephelus itajara),
- Ouriço-do-mar-negro (Arbacia lixula),
- Peixe-cão (Bodianus scrofa),
- Peixe-porco (Balistes carolinensis),
- Peixe-balão (Sphoeroides marmoratus),
- Peixei-rei (Coris julis),
- Polvo (Octopus vulgaris),
- Pomatomus saltator
- Polychaeta,
- Ratão (Taeniura grabata),
- Salmonete (Mullus surmuletus),
- Zonaria flava,